# Selenaspora
Selenaspora — рід грибів родини Sarcosomataceae. Назва вперше опублікована 1936 року. Рід належить до монотипового роду і до нього входить лише один вид Selenaspora batava, знайдений в Європі та Північній Америці.